# Гайворонська загальноосвітня школа I-III ступенів №3
Загальноосвітня школа І-ІІІ ступенів № 3 — одна з чотирьох загальноосвітніх шкіл м. Гайворон, Кіровоградської області.

## Історична довідка
Згадка про першу школу у селі Гайворон датується 1870 роком. Це була церковно-парафіяльна школа, мала дві частини: для хлопчиків і для дівчат. За переказами старожилів приміщення школи розміщувалося вздовж церковної огорожі довгою будівлею.
До революції вчителем цієї церковно-парафіяльної школи був Юрій Морозюк. Він же керував церковним і сільським хором. Школа працювала тільки в холодний період року, коли діти вже не мали особливих доручень і були вільні від роботи. Після революції Юрій Морозюк був репресований, про його подальшу долю нічого не відомо, а школа певний час залишалась початковою (трирічною). Лише у 1930 році школа отримала статус семирічної. У 1937 році відбувся перший випуск сьомого класу. Після Другої Світової Війни, за керівництва Коцеруби Ганни Сергіївни, почалось будівництво нової восьмирічної школи, яку було відкрито у 1966 році. У 1988 році розпочинається будівництво середньої школи. Постановою райвиконкому № 231 від 15.09.89 року Гайворонська восьмирічна школа № 3 реорганізована в Гайворонську середню школу № 3, яка з нового 1990 року починає функціонувати в новозбудованому приміщені.

## Директори
- Морозюк Юрій
- Бердичівський
- Кулінський, ?-1937
- Шепельський Яків Іванович (учитель історії і географії), 1937—1941, 1945—1954
- Шепельська Килина Матвіївна, 1941—1945
- Костюк Федір Семенович, 1954—1957
- Батижманський Олексій, 1957-?
- Коцеруба Ганна Сергіївна, ?-1972
- Стародуб Володимир Іванович, 1972—1978
- Качур Федір Андрійович, 1978—1982
- Ратушняк Леонід Микитович, 1982—1993
- Ткаченко Андрій Андрійович, 1993—1996
- Матієнко Степан Петрович, 1996—2007
- Хлівнюк Галина Павлівна, з 2007

## Вчителі
Залишилась згадка про учителів у пам'яті односельців, починаючи з 30-х років минулого століття. Деяких вчителів люди пам'ятають лише за іменами та згадують лише приблизні роки їхньої роботи.

Овчаренко Федора Петрівна

- Овчаренко Федора Петрівна. Народилася 18 квітня 1913 року. Ще зовсім молодою дівчиною була направлена працювати до школи с. Гайворона у 1932 році. Про неї залишилося найбільше спогадів. Не зважаючи на те, що була інвалідом й мала фізичні вади, пропрацювала вчителем й під час війни, й у повоєнний період, аж до середини 60-х років, коли вийшла на пенсію. По смерті Федори Петрівни на її могилі було споруджено пам'ятник від вдячних учнів.
- Галина Олексіївна (прізвище невідоме) навчала 1 клас. Жулавський (ім'я та по-батькові невідомо) навчав 3 клас. Броня Йосипівна (прізвище невідоме) навчала 4 клас. Тодоренко Йосип Денисович, Надія Остапівна. Всі вони починали свій трудовий шлях ще у довоєнний період. Трудились на педагогічній ниві старанно і терпеливо у різний період, починаючи з 30-х років і до закінчення війни. Подальша доля багатьох з них невідома. У повоєнний період у школі працювали наступні педагоги.

- Волощук Мотрьона Савівна. Народилася і зростала у селі Гайворон, ще до війни закінчила Бершадський педзаклад. З 1944 року почала працювати у початковій школі. Школа на той час мала кілька непристосованих приміщень. У центрі було приміщення, де знаходилися кілька старших класів, канцелярія, бібліотека, окремо — майстерня. На Шляху (нині вулиця Ніни Богач), було ще одне приміщення, де знаходились початкові класи. В глибині села, у так званій Панській хаті, було ще одне пристосоване приміщення. Там теж були класи. Наповнюваність класів була дуже велика. Закінчила Мотря Савівна свій трудовий шлях у 1977 році.

- Костюк Антоніна Вікторівна. Після закінчення Другої світової війни на роботу до вже семирічної школи № 3 було направлено вчителя-Героя Радянського Союзу Костюка Федора Семеновича, який згодом став директором школи. Разом з ним учителем початкових класів була призначена його дружина Костюк Антоніна Вікторівна.
- Метановська Марія Василівна. З 1965 по 1990 рік — вчитель початкових класів. Старший вчитель, Відмінник народної освіти України, Відмінник освіти СРСР.

## Випускники
Школу закінчили:
- Глобенко Олексій Іванович — український військовик; загинув у війні з Росією
- Костюк Федір Семенович — радянський військовик часів Другої світової війни, Герой Радянського Союзу
- Гайворон Іван Йосипович
- Стриженюк Станіслав Савович — член Національної спілки письменників України